# Карло, Фиби
Фиби Эллен Карло (англ. Phoebe Ellen Carlo; 30 мая 1874—1898) — английская актриса конца викторианской эпохи. Она наиболее известна тем, что сыграла Алису в мюзикле «Алиса в Стране чудес» (1886), став первой актрисой, сыгравшей главную героиню в профессиональной постановке Льюиса Кэрролла «Приключений Алисы в стране чудес» (1865), будучи лично выбранной автором на эту роль .

## Биография
Родилась в Ламбете в Лондоне в 1874 году, одна из двух дочерей Уильяма Карло (род. 1839), упаковщика и носильщика, и его жены, актрисы Фиби Эммы, урождённой Роулингс (1852—1926). В 1881 году училась в школе Walnut Tree Walk в Ламбете.

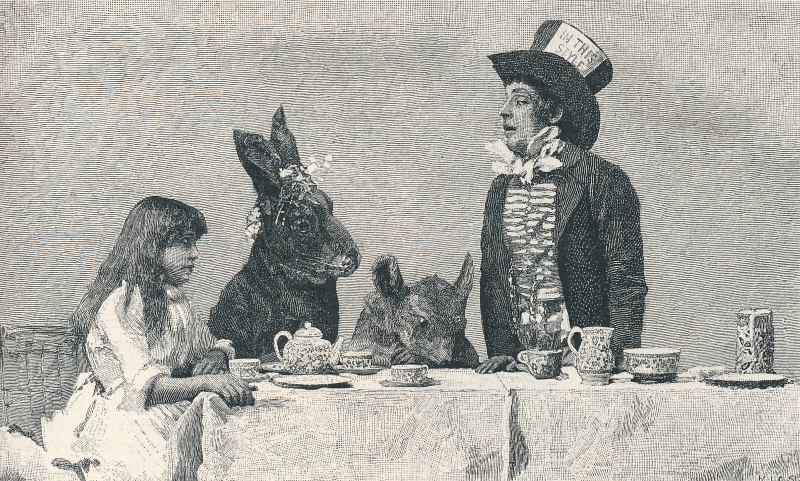
Фиби Карло в роли Алисы, Эдгар Нортон в роли Зайца, Дороти Д’Алкорт в роли Сони и Сидни Харкорт в роли Шляпника в «Алиса в стране чудес»

Уже будучи опытной ребёнком-актёром, сыграв Марджери Доу в пантомиме «Джек и бобовый стебель» в Брайтоне в 1878 году в возрасте 4 лет, в возрасте 12 лет Карло получила роль Алисы в оригинальной постановке мюзикла «Алиса в стране чудес», который шел с 23 декабря 1886 года по 2 марта 1887 года в театре «Принц Уэльский» в Лондоне и получил положительные отзывы, критик газеты The Theatre писал: «Мисс Фиби Карло очень удачно сыграла маленькую героиню. …она играла восхитительно и очень артистично, и в этом отношении за ней внимательно следила крошечная кроха, мисс Дороти Д’Алкорт, которая сначала играет Дормус…». Другой рецензент писал: «Мистеру Кларку повезло, что он заручился услугами этой умной актрисы, мисс Фиби Карло, в качестве героини. Мисс Карло была надёжна в этой роли и своей игрой компенсировала свой не очень хороший певческий голос».
С марта 1887 года она продолжала играть эту героиню в турне по стране до последнего представления 17 августа того же года, после чего были размещены объявления о том, что Фиби Карло «свободна» с 20 августа 1887 года.
Чарльз Доджсон (Льюис Кэрролл) впервые увидел Карло в Новый год 1883 года, когда в возрасте 9 лет она выступала в Playhouse Theatre в пантомиме Джозефа Кейва «Дик Уиттингтон и его кошка», на которую он приходил ещё дважды. Затем она играла Неда в пьесе Генри Артура Джонса «Серебряный король», которую Кэрролл видел три раза, после чего он пришёл в дом её семьи, где познакомился с ней и её матерью, получив от последней разрешение отвести Карло в Королевскую академию художеств, чтобы посмотреть картину Холмана Ханта «Триумф невинных» . Она стала одним из его детских друзей и получила приглашение навестить его во время отпуска в Истборне. 11 июля 1885 года Кэрролл записал в своем дневнике: «…Поехал в город к 9 утра. Зашёл к миссис Карло и обсудил план поездки Фиби в Истборн». 24 июля он отправился за ней в Лондон на поезде и вернулся с ней в свой дом на Лашингтон Роуд. Ей было 11 лет и она была без сопровождения.

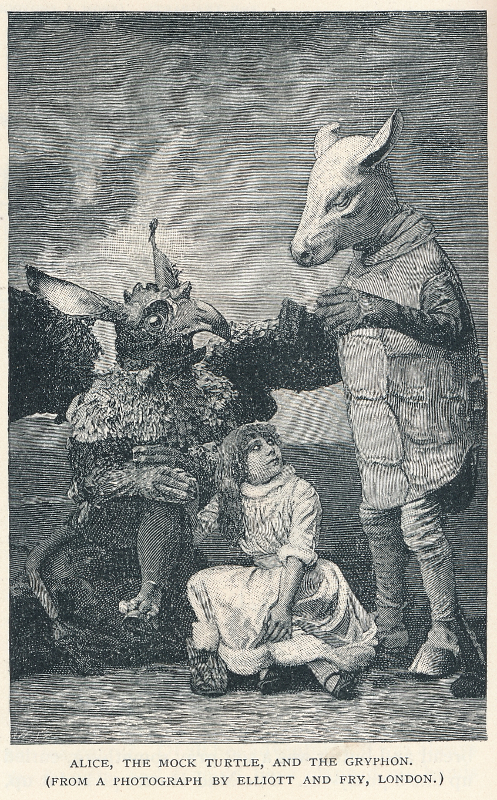
Карло в роли Алисы, Уильям М. Чизман в роли Черепахи Квази, Чарльз Боуленд в роли Грифона в «Алиса в стране чудес»

В октябре 1886 года Кэрролл увидел Карло в спектакле «Гувернантка» и выбрал её на роль Алисы в своей предстоящей постановке «Алисы», одев её за свой счет и отправив на обучение к Кейт Терри. Кэрролл посмотрел мюзикл «Алиса» по меньшей мере пять раз, отметив в своем дневнике после первого посещения 30 декабря 1886 года: «Фиби Карло — великолепная „Алиса“. Её песня и танец с Чеширским котом — это жемчужина». В своей статье 1887 года «Алиса на сцене» Кэрролл высоко оценил игру Карло, написав о её выступлении следующее:

…было бы трудно говорить слишком высоко. Что касается простого усилия памяти, то, конечно, для столь юного ребёнка это был чудесный подвиг — выучить не менее двухсот пятнадцати речей — почти в три раза больше, чем Беатриче в «Много шума из ничего». Но больше всего меня восхищало то, что она, как воплощение моего идеала героини, прекрасно передавала приподнятое настроение и готовность радоваться всему, как ребёнок на празднике. Сомневаюсь, что какая-либо взрослая актриса, какой бы опытной она ни была, смогла бы так прекрасно передать эту атмосферу ".

К концу постановки Кэрролл считал, что Карло начинает «играть механически», а ко времени возобновления спектакля в 1888 году он считал её «слишком старой и слишком высокой» для роли Алисы, и роль досталась Изе Боумен . Он писал Генри Сэвилу Кларку, что: «Английский язык Изы лучше, чем у Фиби. В одном особенном и важном пункте, в употреблении буквы „H“, она совершенно лучше… Иза выглядит более леди, чем Фиби». Разница в языке и поведении была связана с воспитанием: Карло была дочерью упаковщика и носильщика, а Боумен — дочерью профессора музыки (учителя музыки) и получила образование в монастыре и частных школах .
Карло была одной из двух Малышек в пантомиме «Малышки в лесу», поставленной в Prince's Theatre в Манчестере 21 декабря 1889 года, в состав которой входил и Литтл Тич.
Скончалась в 1898 году и была похоронена в Саутворке 25 июля того же года.